# Diogenita

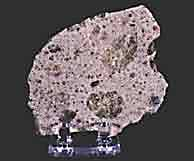
Acondrita diogenita Johnstown. Imagen de la NASA.

Las diogenitas son meteoritos pertenecientes a las acondritas, y que están compuestas por un 95 % de ortopiroxenos y una pequeña cantidad de olivino. Dentro de las acondritas, se incluyen en el llamado grupo HED (howarditas, eucritas y diogenitas), que son meteoritos que se creen que provienen del asteroide (4) Vesta. Su nombre proviene de Diógenes de Apolonia, filósofo griego del siglo V a. C., que fue el primero en sugerir que los meteoritos provenían del espacio.